# Majestic (paquebot de 1922)
Vous lisez un « article de qualité » labellisé en 2014.
Pour les articles homonymes, voir Bismarck et Majestic.
Le Majestic est un paquebot britannique de la White Star Line mis en service en 1922. Sa construction est plus ancienne puisqu'il est mis en chantier en Allemagne en 1913 pour le compte de la Hamburg America Line (HAPAG) sous le nom de Bismarck, après ses sister-ships, l'Imperator et le Vaterland, formant la classe Imperator. Lancé en juin 1914, il n'est pas achevé lorsque commence la Première Guerre mondiale, et sa construction cesse jusqu'à la fin du conflit. Il est alors cédé au Royaume-Uni en 1919, comme dommage de guerre, et est récupéré par la White Star Line avant d'être achevé.
À sa mise en service en 1922, le Majestic est le plus gros paquebot au monde avec ses 56 500 tonneaux environ, et le reste treize ans, jusqu'à l'arrivée du Normandie. Affecté à la ligne de New York en compagnie de l'Olympic et de l'Homeric, le Majestic devient navire amiral de sa compagnie, et son luxe lui permet d'être un des navires les plus populaires des années 1920. Il montre cependant des signes prématurés d'usure après quelques années de service.
Lorsque la Grande Dépression éclate, le Majestic, de moins en moins rentable, sert également pour des croisières. En 1934, la White Star fusionne avec sa rivale, la Cunard. Le paquebot est conservé dans un premier temps, mais jugé inutile dès 1936. La compagnie le vend à des démolisseurs, mais la Royal Navy l'échange aussitôt contre des croiseurs trop anciens, afin d'en faire un navire d'entraînement pour ses équipages. C'est dans cette fonction qu'il est victime d'un incendie en 1939. Vendu aux démolisseurs en 1940, il faut attendre 1943 pour qu'il soit totalement démantelé.

## Histoire

### Conception et construction

#### Conception du trio d'Albert Ballin
Au début des années 1910, les compagnies maritimes allemandes aspirent à retrouver la domination qui était la leur au tout début du siècle, et qui leur a été ravie par les paquebots de la Cunard et de la White Star Line, en particulier le Lusitania, le Mauretania et les navires de classe Olympic. C'est dans ces circonstances qu'Albert Ballin, proche du Kaiser et président de la HAPAG, décide de la construction de trois paquebots destinés à être les plus grands du monde. Après avoir envisagé de faire construire le premier par des chantiers allemands, et les deux suivants par les chantiers britanniques Harland & Wolff, il décide de renforcer la symbolique patriotique portée par le trio en les faisant tous trois construire en Allemagne.
Pour ces paquebots, la taille et le confort sont la priorité. Ballin est conscient que ses navires partant d'Allemagne, ils ne peuvent envisager de concurrencer leurs rivaux britanniques sur le terrain de la vitesse. Il pense compenser ce problème en proposant aux passagers un niveau de luxe supérieur, et fait appel pour cela à l'architecte Charles Mewès, rendu célèbre par la décoration de prestigieux hôtels. L'autre grand enjeu est celui de la taille : il s'agit en effet de lutter contre le roulis que pourraient subir des paquebots aussi volumineux. À cela s'ajoute le très grand nombre de passagers transportés, et répartis non pas en trois classes, comme c'est généralement le cas, mais en quatre, la dernière étant destinée au transport en masse d'immigrants. Le naufrage du Titanic, survenu durant la construction du premier des paquebots de la série, met en évidence le besoin de canots de sauvetage pour tous les passagers, véritable défi pour des navires destinés à transporter plus de 5 000 personnes au total. Les constructeurs répartissent donc des embarcations en plusieurs endroits des navires, et plus exclusivement au niveau du pont supérieur.

#### L'ébauche d'un paquebot allemand d'avant-guerre

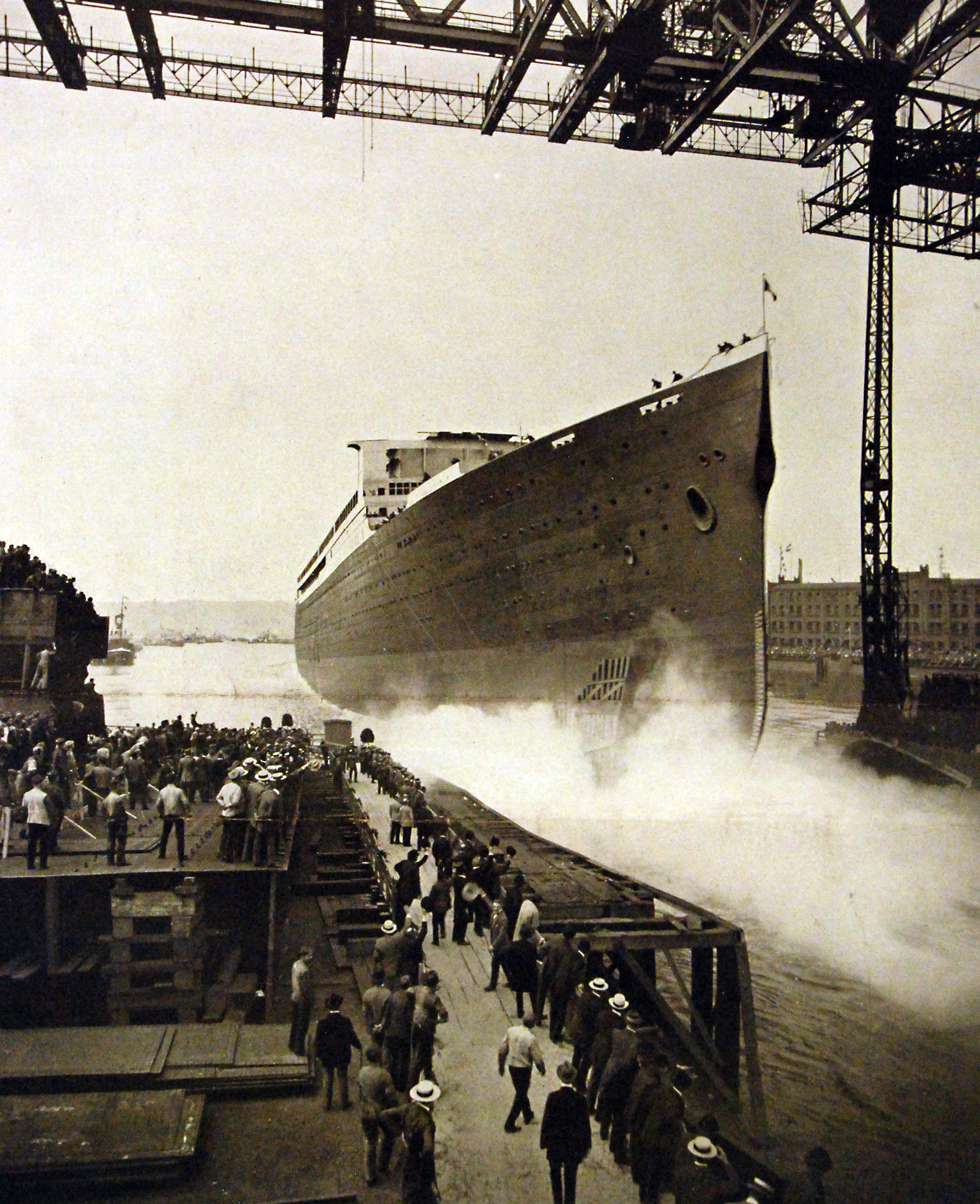
Le lancement du Bismarck survient le 20 juin 1914.

C'est le 10 juin 1913 que le premier navire de la série, l'Imperator, effectue sa traversée inaugurale. Le deuxième paquebot, légèrement plus imposant, le Vaterland, fait de même en mai 1914. Le dernier du trio est pour sa part destiné à s'appeler Bismarck. Sa quille est posée peu après le lancement du Vaterland, au printemps 1913, dans les chantiers Blohm & Voss de Hambourg, sous le regard du Kaiser Guillaume II. Le projet initial prévoit que le Bismarck soit semblable au Vaterland, qui diffère lui-même de l'Imperator sur plusieurs points, notamment le fait que les conduits de ses cheminées ne descendent pas au centre du navire, mais se répartissent en tuyaux plus petits qui courent le long de ses flancs, permettant de créer de plus grands espaces intérieurs. Cependant, les constructeurs soupçonnent au cours de la construction que l'Aquitania, devant être mis en service par la Cunard au printemps 1914, sera plus grand. Cette nouvelle a déjà poussé la compagnie à boulonner une figure de proue en forme d'aigle sur l'Imperator afin de gagner quelques précieux mètres. Il est donc décidé de rallonger le Bismarck de six pieds (un peu moins de deux mètres). Comme le relève avec dépit un employé de la HAPAG, ces six pieds ont été particulièrement coûteux, puisqu'ils demandent une révision totale des plans et l'ajout de deux couples au centre du navire pour permettre cette modification de structure. Ces six pieds sont d'autant plus coûteux que l'Aquitania ne menace en réalité pas le trio allemand par sa longueur. Ils permettent cependant au Bismarck de rester le plus gros paquebot jamais construit jusqu'au Normandie en 1935.
Le navire portant le nom du chancelier Otto von Bismarck, c'est à sa petite fille, la comtesse Hanna von Bismarck, que revient la tâche de baptiser le paquebot lors de son lancement, le 20 juin 1914. Les deux navires précédents ayant été baptisés par le Kaiser et le prince Rupprecht de Bavière, le Bismarck est le seul navire de la série à devoir être baptisé par une femme. Cependant, alors que toute la série est soumise à une stricte mécanique de précision, la marraine ne parvient pas à lancer la bouteille assez fort pour la briser sur la coque. Guillaume II doit se précipiter pour la rattraper et la lancer à son tour sur la coque déjà en mouvement. De ce fait, les trois super-paquebots de la HAPAG sont baptisés par des hommes, alors que la tradition donne habituellement ce rôle à des femmes.
Quelques jours après la cérémonie, l'archiduc François-Ferdinand d'Autriche est assassiné, et la Première Guerre mondiale éclate. Le personnel des chantiers navals est donc réquisitionné pour servir l'effort de guerre, et les travaux cessent totalement sur le Bismarck pour ne reprendre qu'après le conflit. Une partie des matériaux prévus pour sa construction sont également saisis pour d'autres projets.

#### Dommages de guerre et changement de destin

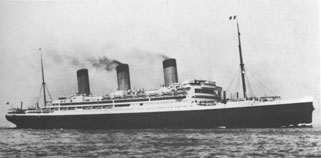
Ce n'est qu'après la fin de sa construction que le Majestic est peint aux couleurs de la White Star Line.

Durant la Première Guerre mondiale, les compagnies maritimes britanniques voient leurs navires servir l'effort de guerre, et en perdent plusieurs. Avec la défaite, l'Allemagne doit, selon les conditions du Traité de Versailles, céder une partie de ses navires pour remplacer le tonnage perdu. La White Star Line hérite par conséquent de plusieurs d'entre eux. C'est ainsi qu'est scellé le sort des trois grands navires voulus par Albert Ballin : le Vaterland, réquisitionné par les Américains durant le conflit reste en leur possession sous le nom de Leviathan. Quant à l'Imperator et au Bismarck, ils sont tous deux cédés à la White Star et à la Cunard Line qui en possèdent la moitié chacune. Le premier est renommé Berengaria et vient au service de la Cunard ; le second, encore en construction, revient à la White Star. Quelques années plus tard, par souci de simplification, chaque compagnie devient unique propriétaire du navire qu'elle exploite.
La construction doit encore se poursuivre dans les chantiers Blohm & Voss de Hambourg, où elle stagne depuis cinq ans. Les nouveaux propriétaires envoient cependant des experts des chantiers Harland & Wolff de Belfast, constructeurs de navires habituels de la White Star Line, pour superviser l'avancée des travaux. Un millier d'ouvriers, puis deux, sont mobilisés sur le chantier, qui connaît quelques modifications. La compagnie demande ainsi à faire modifier sa propulsion originale (alimentée par des chaudières à charbon), afin de consommer du mazout, plus économique. Des rumeurs de sabotage de la part d'ouvriers allemands émergent lorsqu'un incendie éclate sur le chantier le 4 octobre 1920, sans conséquences graves, et les matériaux n'arrivent pas toujours aussi vite que prévu, mais le chantier se poursuit. En février 1921, l'attribution du navire à la White Star est confirmée, et son nom est rapidement annoncé : Majestic, en référence à un précédent paquebot. Les cheminées du navire sont installées fin mai et début juin 1921, puis les travaux se concentrent sur les intérieurs. Là aussi, des modifications importantes sont faites en ce qui concerne la répartition des passagers. Pour s'adapter aux nouveaux flux migratoires, moins importants, la quatrième classe est supprimée, et le navire est conçu pour transporter moins de 1 000 émigrants et un total d'un peu plus de 2 000 passagers, bien loin des 4 000 de l'Imperator.
Le paquebot est terminé le 28 mars 1922, et livré sous le nom de Bismarck. Lorsque le commandant Bertram Fox Hayes et les officiers de la White Star Line se rendent à Hambourg pour assister à ses essais en mer, ils ont la surprise de découvrir le navire peint aux couleurs de la HAPAG. Les cabines les plus luxueuses du navire ont pour leur part été décorées pour permettre à la famille impériale allemande d'effectuer une « croisière de la victoire », bien incongrue au vu des événements récents. Enfin, le commandant découvre que sa cabine a été utilisée comme débarras. Ces petits événements témoignent du climat de tension qui accompagne la remise du navire, et certains déclarent à l'époque que ce dernier ne quittera jamais l'Allemagne. Dans ces circonstances, les Britanniques redoublent d'attention pour satisfaire la fierté des constructeurs allemands, en autorisant le navire à quitter son pays sous ses couleurs d'origines, et sous le commandement d'Hans Ruser, commodore de la HAPAG.
Les essais en mer se déroulent le 1er avril 1922 et apportent entière satisfaction à la compagnie. Le navire revient provisoirement en Allemagne le temps que ses aménagements soient terminés. Le 9 avril, les Britanniques prennent pleinement possession du navire, qui est aussitôt peint aux couleurs de la White Star Line. La compagnie devient officiellement propriétaire du plus gros paquebot du monde, qui prend la route de Southampton afin de commencer son voyage inaugural.

### Une carrière abrégée par les circonstances

#### Navire amiral de la White Star Line

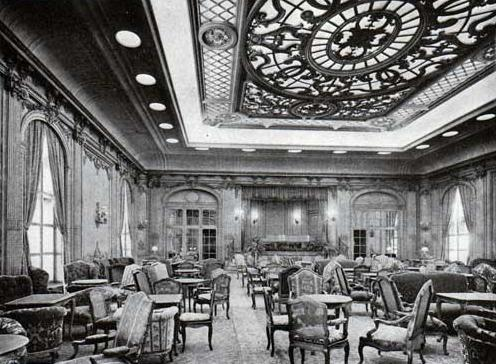
Le luxe des installations du Majestic, ici son grand salon, lui assure une forte popularité dans les années 1920.

Le Majestic devient à son arrivée à Southampton le navire amiral de la flotte de la White Star Line. C'est en cette qualité qu'il effectue sa traversée inaugurale à destination de New York via Cherbourg le 10 mai 1922. Il a pour fonction d'assurer le service transatlantique express de la compagnie, et est pour cela accompagné de l'Olympic, à la taille et la vitesse légèrement inférieures, ainsi que de l'Homeric, autre navire allemand récupéré à la suite du conflit. Ce dernier navire est le plus problématique des trois, étant bien plus petit et plus lent, ce qui nuit à la régularité du service bien que les trois navires jouissent d'une bonne popularité. La traversée inaugurale du Majestic se fait sans incident : comme souvent dans ces circonstances, les passagers sont assez peu nombreux, 655 en l'occurrence, et la vitesse inférieure aux performances estimées pour le navire. Les journalistes se pressent en revanche par milliers pour le visiter à New York. Le retour est beaucoup plus enthousiaste et les passagers sont cette fois 1 814.
Du point de vue de la vitesse, le Majestic et son jumeau, le Leviathan mis en service par les United States Lines, ne sont pas destinés à remporter le Ruban bleu, détenu depuis 1909 par le Mauretania. Cependant, la menace qu'ils représentent est suffisante pour que la Cunard retire ce navire du service et refonde ses machines afin de préserver sa supériorité. Les deux jumeaux d'origine allemande sont souvent opposés afin de savoir lequel est le plus rapide. Il apparaît que, si le Majestic est celui qui effectue la traversée la plus rapide de leurs carrières, en 1925, le Leviathan est en revanche celui qui possède la plus haute vitesse moyenne sur la totalité de sa carrière. Les performances des deux navires ne diffèrent cependant que très peu. La concurrence se fait également sur un terrain plus stable, celui de la taille. Afin de pouvoir se féliciter de posséder le plus gros navire au monde, les propriétaires du Leviathan évaluent son tonnage selon une méthode inhabituelle, afin de l'accroître artificiellement. Le Majestic reste cependant le plus imposant des deux.
Durant les années 1920, le Majestic se révèle extrêmement populaire : il est ainsi le navire transportant le plus de passagers en 1923. Il se révèle régulièrement plus populaire que ses concurrents directs, entre autres le Leviathan, le Berengaria, l'Aquitania, le Mauretania et ses propres compagnons de route. Sa clientèle et ses membres d'équipage lui donnent à l'époque le surnom de « Magic Stick » (jeu de mots sur la similarité entre « baguette magique » en anglais et le nom du paquebot).
Cette carrière prometteuse est néanmoins troublée par divers incidents, notamment une collision avec le Berengaria à la fin de l'année 1922, sans conséquences graves. Cependant, le plus gros problème connu par le Majestic survient en décembre 1924, lorsqu'une grande fissure d'une trentaine de mètres se forme dans sa superstructure dans un bruit décrit par les passagers comme un « coup de canon ». D'importantes réparations permettent de consolider la structure du navire, qui reste malgré tout sous surveillance (le Leviathan connaît des problèmes similaires quelques années plus tard). La fin des années 1920 voit le Majestic subir plusieurs refontes, notamment en 1928, afin d'adapter le navire à l'épuisement des courants migratoires sur l'Atlantique Nord. Comme sur d'autres navires de l'époque, la solution prend la forme d'une classe touriste.

#### Crise et inutilité

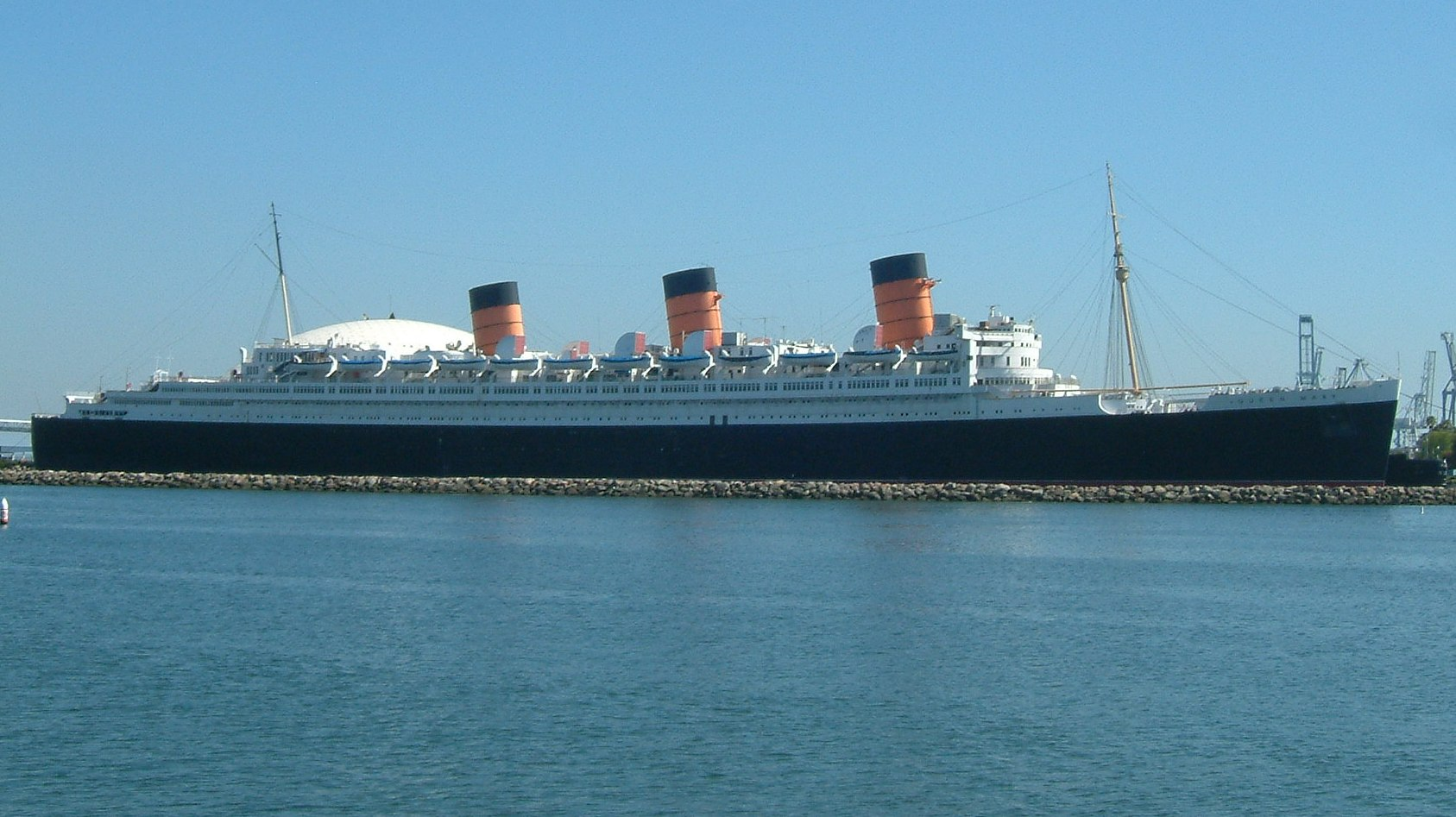
L'arrivée en service du Queen Mary et des coûts d'exploitation trop élevés entraînent le retrait de service du Majestic après une carrière de quatorze ans.

Lorsque survient la crise de 1929, la White Star Line est déjà affaiblie par la mauvaise gestion de Lord Kylsant, son président depuis quelques années. Malgré le succès du Majestic et de l'Olympic, la compagnie doit donc s'adapter aux nouvelles circonstances. Les deux navires alternent alors leur service transatlantique et de courtes croisières. Il arrive ainsi que le Majestic parte de New York pour des croisières de trois à quatre jours vers le Canada. En ces temps de Prohibition, il arrive également que le Majestic effectue des « croisières pour nulle part » afin de permettre à ses passagers américains de boire de l'alcool pendant de très courts voyages hors des eaux territoriales.
En ce début des années 1930, et alors que la clientèle se raréfie de plus en plus, le Majestic commence à souffrir d'incendies répétés, dus à une installation électrique de mauvaise qualité. Ce type d'incident est également fréquent sur le Berengaria avec des effets souvent dévastateurs, mais les dégâts restent limités à bord du Majestic. Autre épée de Damoclès menaçant la carrière du navire, ses problèmes structurels continuent à se manifester sous la forme de petites fissures et de craquements relevés dans la zone du navire déjà touchée en 1924. La situation de la compagnie empire dans le même temps, bien que le Majestic se retrouve brièvement sous les feux des projecteurs en 1932, lorsqu'il transporte la délégation britannique pour les Jeux olympiques de Los Angeles.
La situation des compagnies maritimes britanniques empirant, le gouvernement parvient à faire pression sur la White Star et la Cunard afin de les faire fusionner, ce qui arrive en 1934. Le Majestic figure au nombre des navires conservés. Il continue dans un premier temps son service, troublé en octobre 1934 par une forte tempête. Lors de celle-ci, une vague détruit les vitres de la passerelle de navigation, blessant un officier et le dernier commodore de la compagnie, Edgar J. Trant, qui est hospitalisé durant cinq semaines et ne naviguera plus jamais.
C'est à la même époque que se pose la question de la conservation du Majestic. La Cunard-White Star dispose en effet de paquebots en trop grand nombre, et un nouveau navire amiral doit arriver en 1936, le Queen Mary. Des coupes claires sont faites pour essayer de limiter les dépenses. Ainsi, le restaurant à la carte du Majestic est fermé, et l'équipement de ses cuisines aussitôt vendu. Ce n'est cependant pas suffisant et il est décidé de se débarrasser de l'un des deux géants initialement construits pour la HAPAG. Le Berengaria étant plus ancien, et souffrant de plus de problèmes à cause de son installation électrique, il semble alors logique qu'il soit démoli le premier. Cependant, il s'avère que l'exploitation du Majestic coûte nettement plus cher, et la nécessité de nouvelles réparations de la coque reste une hypothèse probable. C'est donc lui qui est retiré du service, après son ultime traversée le 13 février 1936, faisant suite à seulement quatorze ans de carrière.

#### Une brève carrière militaire

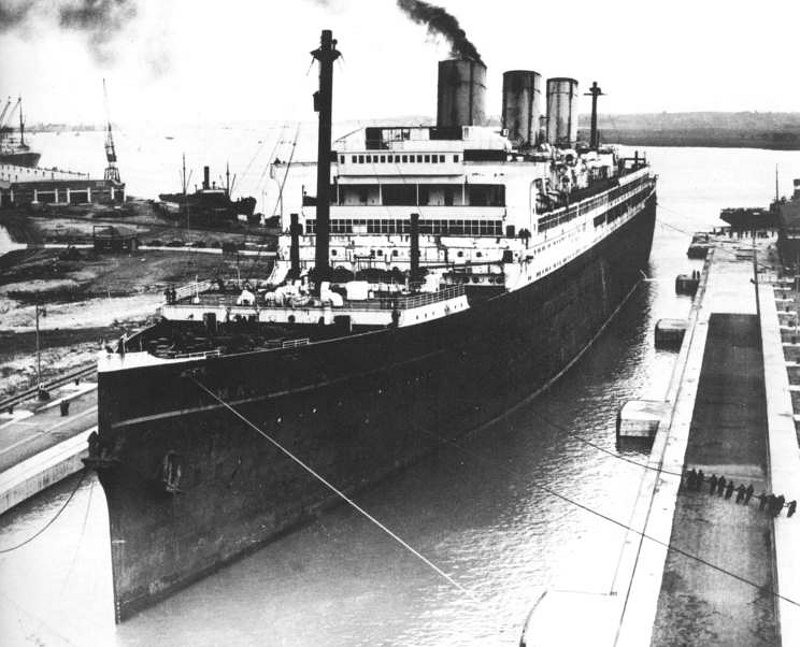
Afin de passer le pont du Forth, les cheminées et mâts du Majestic sont raccourcis à Southampton.

Le 15 mai 1936, le Majestic est vendu 115 000 £ à Thomas Ward & Co. pour démolition. Ses cheminées et mâts sont raccourcis pour lui permettre de passer sous le pont du Forth, en préparation de son dernier voyage. L'échéance est cependant repoussée lorsque le 25 août, l'Amirauté britannique l'échange aux démolisseurs contre une vingtaine d'anciens navires de guerre, afin d'en faire un navire d'entraînement. Cette transformation implique de grands changements dans les installations du paquebot : les salons sont transformés en gymnases et en mess. Une fois leurs cloisons de séparation retirées, les cabines de luxe deviennent des salles de classe. Quant aux cadets, ils devront dormir dans des hamacs. La salle de radio est pour sa part agrandie afin d'entraîner de grands nombres de futurs opérateurs. Des canons antiaériens sont également installés pour l'entraînement. Seule la piscine de style pompéien reste inchangée. Cette reconversion coûte 472 000 £ à la Royal Navy, après quoi le navire, devenu le HMS Caledonia, quitte Southampton pour Rosyth le 8 avril. Le navire est alors le plus gros de la marine britannique et peut accueillir 2 500 personnes.
Lorsque l'Angleterre déclare la guerre à l'Allemagne en 1939, le Caledonia est déplacé par crainte des bombardements, et il est envisagé d'en faire un navire de transport de troupes. Les réflexions ne durent cependant pas longtemps. L'installation électrique, toujours de mauvaise qualité, entraîne en effet un incendie le 29 septembre suivant, faisant sombrer le navire qui est considéré comme définitivement perdu. Dès 1940, la carcasse du paquebot est vendue pour la deuxième fois à Thomas Ward & Co., et le travail de démantèlement débute sur la superstructure du navire en 1942. En juillet 1943, enfin, la coque du paquebot est remise à flot et remorquée jusqu'aux chantiers de démolition proches, où elle est finalement mise en pièces.

## Caractéristiques

### Aspects techniques et extérieurs

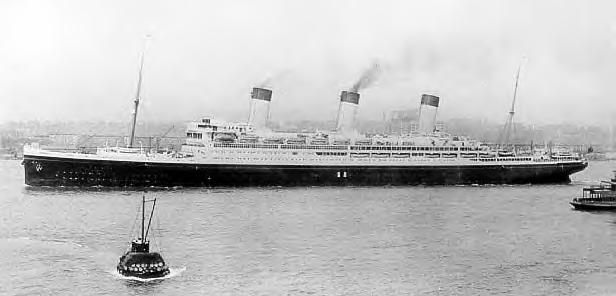
Le Majestic et ses jumeaux se caractérisent notamment par leurs trois cheminées dont la dernière est factice et ne fume pas, et leur imposante superstructure.

Le Majestic est le plus grand navire de son époque, mesurant 291,3 mètres de long sur 30,5 m en son point le plus large, et jaugeant 56 551 tonneaux de jauge brute. Le paquebot est pourvu de deux mâts et trois cheminées. Ces dernières devaient être uniformément jaunes lorsque le navire fut construit pour la HAPAG, elles deviennent ocre brun surmonté de noir lorsque le navire est récupéré par la White Star Line. La troisième cheminée est factice, les deux autres servant à évacuer la fumée produite par les chaudières. Contrairement à la pratique habituelle, et suivant ce qui a été testé sur le Vaterland, cette fumée n'est pas évacuée par de gros conduits traversant le cœur du navire, mais par des conduits plus fins passant à l'intérieur de ses flancs. Cela permet de dégager de bien plus grands espaces à l'intérieur du navire.
Du point de vue de la propulsion, le Majestic est alimenté par des turbines à vapeur qui actionnent ses quatre hélices. Si le navire est à l'origine conçu pour être alimenté au charbon, ses chaudières sont adaptées au mazout avant sa mise en service, par souci d'économie. Le paquebot peut ainsi atteindre une vitesse moyenne de 25 nœuds, et est au nombre des paquebots les plus rapides du monde, restant cependant distancé par le Mauretania. Le premier navire de la série, l'Imperator, étant soumis à d'importants problèmes de roulis à cause de sa taille, le Majestic est dès le départ équipé de citernes anti-roulis. En effet, la superstructure du navire s'étend sur quatre ponts de hauteur, ce qui influe sur sa stabilité. La structure du Majestic est surtout, comme celle du Vaterland devenu entre-temps Leviathan, soumise à de fortes pressions qui créent en 1924 une importante fissure dans l'un de ses flancs, problème structurel qui reste une menace permanente durant le reste de sa carrière.
Un autre problème ayant touché ses jumeaux se révèle fatal au Majestic, il s'agit de son installation électrique. Les câblages d'origine allemande installés sur le paquebot et ses jumeaux ont en effet une fâcheuse tendance à déclencher des incendies, qui deviennent la plaie de la carrière du Berengaria (ex-Imperator), dont les installations sont plusieurs fois partiellement ravagées par les flammes ce qui conduit à son retrait de service. En ce qui concerne le Majestic, les incidents restent limités durant sa carrière commerciale. C'est en revanche ces câblages qui déclenchent l'incendie fatal au paquebot transformé en navire d'entraînement militaire, en septembre 1939. Le seul à échapper à ces incidents est en effet le Vaterland, dont l'intégralité de l'installation électrique est modifiée lorsque les Américains font de lui le Leviathan.

### Aménagements

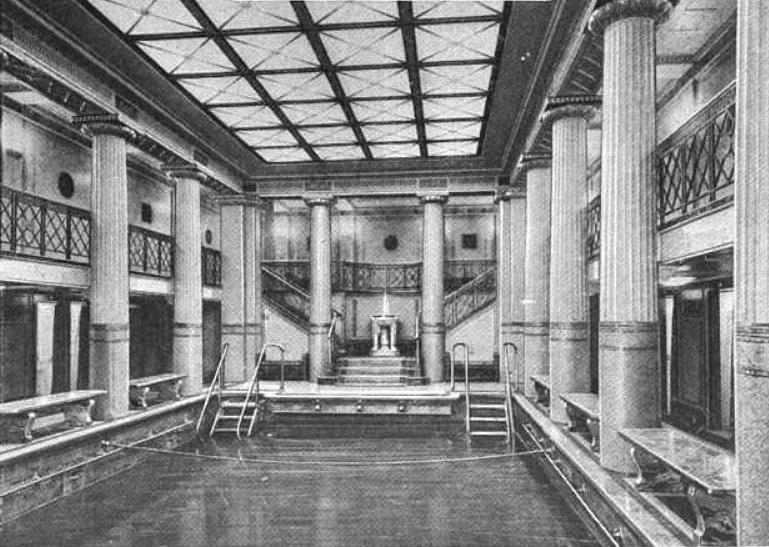
Le Majestic est équipé d'une piscine de style pompéien.

Comme ses deux jumeaux, le Bismarck devait à l'origine offrir quatre classes à ses plus de 4 000 passagers voyageant dans des conditions allant de la luxueuse suite impériale avec véranda aux dortoirs d'entrepont. Au début des années 1920 cependant, les États-Unis commencent à durcir leurs conditions d'accès aux migrants. La capacité d'accueil du Majestic lorsqu'il entre en service en 1922 en est donc radicalement modifiée. Il peut en effet transporter 700 passagers de première classe, 545 en deuxième, et 850 en troisième. Ses emménagements sont revus en 1926 pour accueillir une classe touriste, qui remplace totalement la deuxième classe en 1931.
L'intérieur du navire est conçu par Charles Mewès avant la guerre, mais il meurt en 1914 et ne voit jamais le navire achevé. Malgré cela, ses plans conviennent à la White Star Line qui ne les adapte que peu avant la mise en service du navire. Celui-ci se distingue notamment par sa salle à manger répartie sur deux ponts, alors la plus grande jamais construite sur un navire, ainsi que par son grand salon orné de panneaux de chêne, qui lui donnent un aspect proche du salon de l'Olympic, mais dans des dimensions beaucoup plus importantes. Une autre installation marquante du navire est sa piscine décorée dans un style pompéien, qui tranche avec le sobre bassin installé sur les navires de classe Olympic. Le paquebot propose également d'autres lieux de rencontre aux passagers, notamment un café véranda et un restaurant à la carte destiné aux passagers qui souhaitent des repas différents de ceux proposés par la salle à manger. Alors que les cabines et installations de première classe se situent au centre du navire, la deuxième classe propose des cabines de deux à quatre couchettes, situées à l'arrière de la première classe. Enfin, les installations de troisième classe s'étendent sur trois ponts, tout à fait à la poupe.